# Reprezentacja Grecji na Mistrzostwach Świata w Narciarstwie Klasycznym 2007
Reprezentacja Grecji na Mistrzostwach Świata w Narciarstwie Klasycznym 2007 liczyła 5 sportowców. Najlepszym wynikiem było 20. miejsce męskiej sztafety sprinterskiej. Najlepszym wynikiem indywidualnym było natomiast 42. miejsce Lefterisa Fafalisa w sprincie mężczyzn.

## Wyniki

### Biegi narciarskie mężczyzn
Sprint
- Lefteris Fafalis - 42. miejsce
- Grigoris Moschovakos - 69. miejsce
- Nikos Kalofyris - 71. miejsce

Sprint drużynowy
- Lefteris Fafalis, Grigoris Moschovakos - 20. miejsce

Bieg na 15 km
- Lefteris Fafalis - 49. miejsce
- Nikos Kalofyris - 103. miejsce
- Grigoris Moschovakos - nie ukończył